# Dynastia: Pojednanie
Dynastia: Pojednanie (ang. Dynasty: The Reunion) – miniserial telewizyjny produkcji amerykańskiej, będący zakończeniem serialu Dynastia. Został wyemitowany w dwóch dwugodzinnych częściach przez telewizję ABC w dniach 20 i 22 października 1991, ponad dwa lata po zakończeniu produkcji Dynastii. 
W Polsce Pojednanie wyświetliła TVP1 26 grudnia 1993 i 2 stycznia 1994, tydzień po ostatnim odcinku Dynastii i tydzień przed rozpoczęciem emisji jej spin-offu - Dynastii Colbych.

## Fabuła
Akcja Pojednania rozpoczyna się dwa lata po ostatnim, 220. odcinku Dynastii (wyświetlonym w maju 1989). Blake Carrington wychodzi z więzienia, jego żona Krystle wraca z kliniki w Szwajcarii, a Alexis przeżyła upadek z balkonu. Teraz to ona włada Denver Carrington, a posiadłość Blake’a i Krystle została sprzedana na aukcji. Blake i Krystle zrobią wszystko by uratować rozbitą rodzinę i zagrabiony majątek. Po piętach depcze im złowroga korporacja z Europy oraz wciąż demoniczna Alexis. W finale wszystko dobrze się kończy. Krystle i Blake zostają razem i jednoczą rodzinę oraz odzyskują zagrabiony majątek oraz posiadłość. Na dodatek Alexis przechodzi przemianę i godzi się z Carringtonami.

## Kulisy
Długo oczekiwane podsumowanie wątków, nierozwiązanych w finale Dynastii, zostało źle odebrane przez widzów i krytyków. Finałowe dwie godziny obejrzała tylko garstka widowni. Wielu aktorów z pierwotnej obsady nie wróciło na plan Pojednania.

## Obsada
- John Forsythe - Blake Carrington
- Linda Evans - Krystle Grant Carrington
- Joan Collins - Alexis Morell Colby
- John James (aktor) - Jeffrey „Jeff” Colby
- Heather Locklear - Sammy Jo Carrington
- Emma Samms - Fallon Carrington Colby
- Al Corley - Steven Carrington
- Robin Sachs - Adam Carrington
- Kathleen Beller - Kirby Anders
- Maxwell Caulfield - Miles Colby
- Michael Brandon - Arlen Marshall
- Jeroen Krabbé - Jeremy Van Dorn